# Águilas CF
Águilas Club de Fútbol byl španělský fotbalový klub sídlící ve městě Águilas v Murcijském regionu. Klub byl založen v roce 1925, zanikl v roce 2010.
Své domácí zápasy hrál klub na stadionu Estadio El Rubial s kapacitou 3 000 diváků.

## Historie
Águilas CF byl založen v roce 1925, většinu své historie hrával v nižších soutěžích. V červenci 2010, po pěti sezónách v Segunda División B, klub zaniká kvůli velkým finančním potížím.
Po zániku byl ve městě založen Águilas FC, který začal hrát v oblastních ligách.

## Umístění v jednotlivých sezonách
Legenda: Z – zápasy, V – výhry, R – remízy, P – porážky, VG – vstřelené góly, OG – obdržené góly, +/- – rozdíl skóre, B – body, červené podbarvení – sestup, zelené podbarvení – postup, světle fialové podbarvení – přesun do jiné soutěže
| Sezóny  | Liga                         | Úroveň | Z  | V  | R  | P  | VG | OG | B   | +/- | Pozice |
| ------- | ---------------------------- | ------ | -- | -- | -- | -- | -- | -- | --- | --- | ------ |
| 1955/56 | Preferente Autonómica        | 4      | …  | …  | …  | …  | …  | …  | …   | …   |        |
| 1956/57 | Tercera División – sk. ?     | 3      | …  | …  | …  | …  | …  | …  | …   | …   | 15.    |
| 1957/58 | Tercera División – sk. ?     | 3      | …  | …  | …  | …  | …  | …  | …   | …   | 10.    |
| 1958/59 | Tercera División – sk. ?     | 3      | …  | …  | …  | …  | …  | …  | …   | …   | 8.     |
| 1959/60 | Tercera División – sk. ?     | 3      | …  | …  | …  | …  | …  | …  | …   | …   | 14.    |
| 1960/61 | Tercera División – sk. X     | 3      | 30 | 8  | 2  | 20 | 55 | 76 | -21 | 18  | 15.    |
| 1961/62 | Tercera División – sk. X     | 3      | 30 | 12 | 3  | 15 | 57 | 79 | -22 | 27  | 10.    |
| 1962/63 | Tercera División – sk. X     | 3      | 30 | 8  | 7  | 15 | 59 | 64 | -5  | 23  | 14.    |
| 1963/64 | Tercera División – sk. X     | 3      | 30 | 7  | 7  | 16 | 38 | 65 | -27 | 21  | 15.    |
| 1964/65 | Preferente Autonómica        | 4      | …  | …  | …  | …  | …  | …  | …   | …   |        |
| 1965/66 | Tercera División – sk. X     | 3      | 30 | 16 | 2  | 12 | 49 | 37 | +12 | 34  | 5.     |
| 1966/67 | Tercera División – sk. X     | 3      | 30 | 12 | 2  | 16 | 45 | 61 | -16 | 26  | 10.    |
| 1967/68 | Tercera División – sk. IX    | 3      | 30 | 11 | 7  | 12 | 42 | 47 | -5  | 29  | 10.    |
| 1968/69 | Tercera División – sk. VI    | 3      | 38 | 9  | 7  | 22 | 44 | 79 | -35 | 25  | 19.    |
| …       |                              |        |    |    |    |    |    |    |     |     |        |
| 1979/80 | Preferente Autonómica        | 5      | …  | …  | …  | …  | …  | …  | …   | …   | 13.    |
| 1980/81 | Tercera División – sk. XIII  | 4      | 38 | 11 | 12 | 15 | 53 | 60 | -7  | 34  | 14.    |
| 1981/82 | Tercera División – sk. XIII  | 4      | 38 | 13 | 7  | 18 | 46 | 59 | -13 | 33  | 14.    |
| 1982/83 | Tercera División – sk. XIII  | 4      | 38 | 11 | 15 | 12 | 36 | 43 | -7  | 37  | 9.     |
| 1983/84 | Tercera División – sk. XIII  | 4      | 38 | 12 | 5  | 21 | 44 | 65 | -21 | 29  | 17.    |
| 1984/85 | Tercera División – sk. XIII  | 4      | 38 | 14 | 14 | 10 | 49 | 49 | 0   | 42  | 7.     |
| 1985/86 | Tercera División – sk. XIII  | 4      | 38 | 17 | 10 | 11 | 53 | 45 | +8  | 44  | 6.     |
| 1986/87 | Tercera División – sk. XIII  | 4      | 38 | 11 | 11 | 16 | 41 | 56 | -15 | 33  | 14.    |
| 1987/88 | Tercera División – sk. XIII  | 4      | …  | …  | …  | …  | …  | …  | …   | …   | 12.    |
| 1988/89 | Tercera División – sk. XIII  | 4      | 38 | 4  | 14 | 20 | 38 | 75 | -37 | 22  | 18.    |
| 1989/90 | Tercera División – sk. XIII  | 4      | 38 | 21 | 10 | 7  | 56 | 26 | +30 | 52  | 2.     |
| 1990/91 | Tercera División – sk. XIII  | 4      | 38 | 18 | 13 | 7  | 68 | 31 | +37 | 49  | 4.     |
| 1991/92 | Tercera División – sk. XIII  | 4      | 38 | 23 | 7  | 8  | 73 | 30 | +43 | 53  | 2.     |
| 1992/93 | Tercera División – sk. XIII  | 4      | …  | …  | …  | …  | …  | …  | …   | …   | 10.    |
| 1993/94 | Tercera División – sk. XIII  | 4      | …  | …  | …  | …  | …  | …  | …   | …   | 1.     |
| 1994/95 | Tercera División – sk. XIII  | 4      | …  | …  | …  | …  | …  | …  | …   | …   | 2.     |
| 1995/96 | Tercera División – sk. XIII  | 4      | …  | …  | …  | …  | …  | …  | …   | …   | 4.     |
| 1996/97 | Tercera División – sk. XIII  | 4      | …  | …  | …  | …  | …  | …  | …   | …   | 4.     |
| 1997/98 | Tercera División – sk. XIII  | 4      | …  | …  | …  | …  | …  | …  | …   | …   | 2.     |
| 1998/99 | Segunda División B – sk. III | 3      | 38 | 12 | 9  | 17 | 37 | 58 | -21 | 45  | 15.    |
| 1999/00 | Segunda División B – sk. IV  | 3      | 38 | 6  | 9  | 23 | 26 | 57 | -31 | 27  | 20.    |
| 2000/01 | Tercera División – sk. XIII  | 4      | 42 | 20 | 13 | 9  | 65 | 43 | +22 | 73  | 6.     |
| 2001/02 | Tercera División – sk. XIII  | 4      | 38 | 24 | 9  | 5  | 90 | 35 | +55 | 81  | 3.     |
| 2002/03 | Tercera División – sk. XIII  | 4      | 38 | 23 | 10 | 5  | 92 | 45 | +47 | 79  | 4.     |
| 2003/04 | Tercera División – sk. XIII  | 4      | 38 | 18 | 9  | 11 | 67 | 51 | +16 | 63  | 6.     |
| 2004/05 | Tercera División – sk. XIII  | 4      | 38 | 20 | 16 | 2  | 79 | 30 | +49 | 76  | 1.     |
| 2005/06 | Segunda División B – sk. IV  | 3      | 38 | 18 | 11 | 9  | 46 | 30 | +16 | 65  | 2.     |
| 2006/07 | Segunda División B – sk. IV  | 3      | 38 | 15 | 9  | 14 | 48 | 42 | +6  | 54  | 8.     |
| 2007/08 | Segunda División B – sk. IV  | 3      | 38 | 16 | 10 | 12 | 50 | 38 | +12 | 58  | 6.     |
| 2008/09 | Segunda División B – sk. II  | 3      | 38 | 15 | 10 | 13 | 43 | 44 | -1  | 55  | 10.    |
| 2009/10 | Segunda División B – sk. IV  | 3      | 38 | 4  | 9  | 25 | 28 | 79 | -51 | 21  | 20.    |